# Gostivar
Gostivar (en macédonien : Гостивар ; en albanais : Gostivari) est une commune et une ville du nord-ouest de la Macédoine du Nord, traversée par le Vardar. La commune comptait 59 770 habitants en 2021 et s'étend sur 513,39 km2. La ville en elle-même compte 32 814 habitants, le reste de la population étant réparti dans les villages alentour.
Gostivar se trouve dans la haute vallée du Polog, l'une des rares régions plates du pays, et l'axe du Vardar lui permet d'être efficacement reliée à d'autres villes, comme Tetovo, Skopje ou encore Kičevo, notamment grâce à une autoroute construite en 1995. La ville et la commune se caractérisent toutes les deux par une majorité albanaise.
Gostivar est entouré par les communes macédoniennes de Vrapčište, Brvenica, Makedonski Brod, Kičevo et Mavrovo i Rostuše ainsi que par l'Albanie et le Kosovo.

## Géographie
La commune de Gostivar est limitée à l'est par la Suva Gora et à l'ouest par les monts Šar, l'un des massifs les plus importants de la région. Le centre du territoire, où se trouve la ville, fait partie de la plaine du Polog. Le Vardar, seul fleuve du pays, prend sa source à Vroutok, petit village de la commune situé à 650 mètres d'altitude.
En plus de la ville de Gostivar, la commune comprend les villages de Balin Dol, Belovichté, Brodets, Vroutok, Gorna Banyitsa, Gorno Yelovtsé, Gorna Ǵonovitsa, Débréché, Dolna Banyitsa, Dolno Yelovtsé, Dolna Ǵonovitsa, Jelezna Reka, Zdounyé, Korito, Kounovo, Lakavitsa, Lechnitsa, Malo Tourtchané, Mitroy Krsti, Padalichté, Petchkovo, Simnitsa, Srbinovo, Souchitsa, Strayané, Raven, Retchané, Trnovo, Toumtchévichté, Ḱafa, Forino, Tchaylé et Tchégrané.

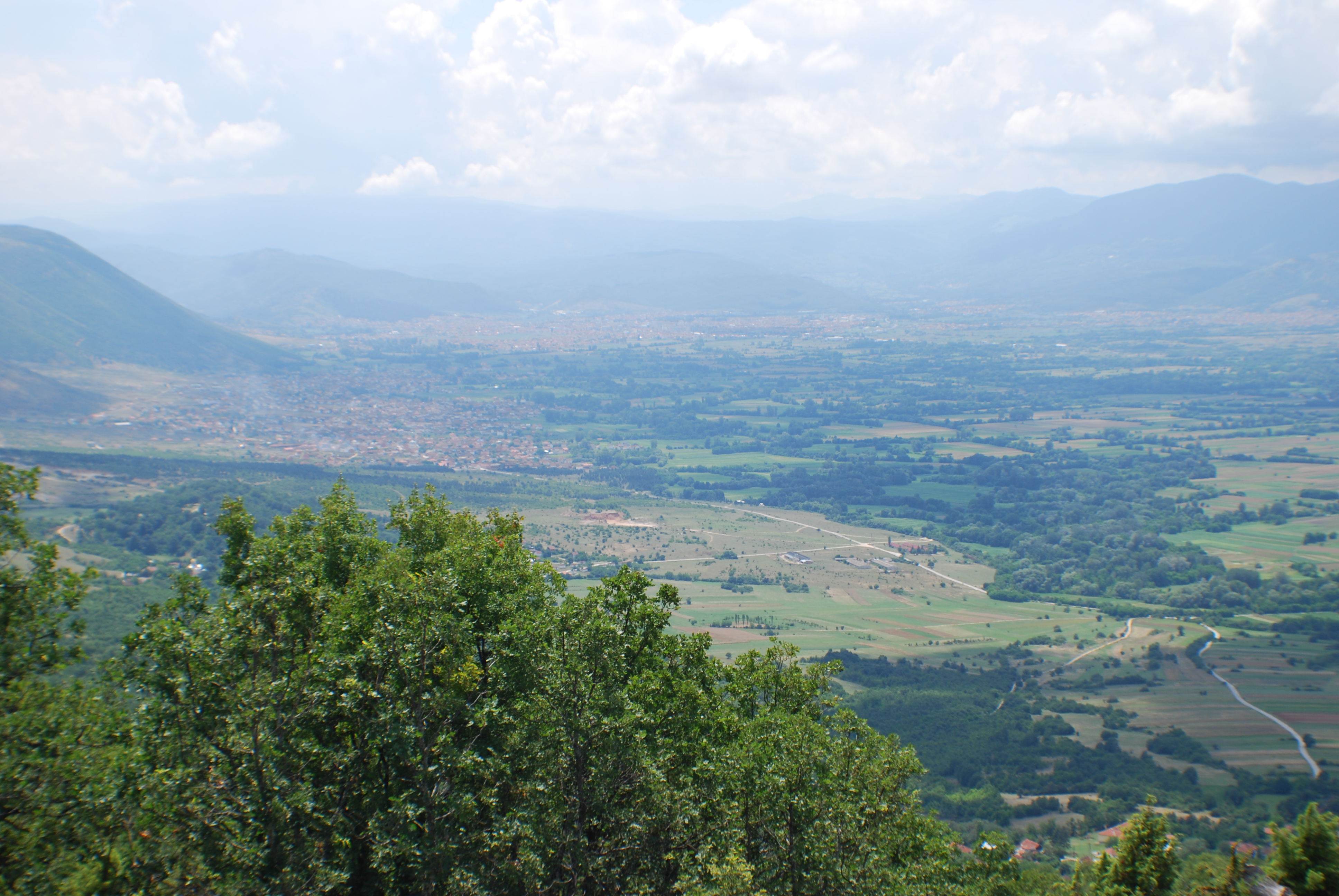
La plaine du Haut-Polog.
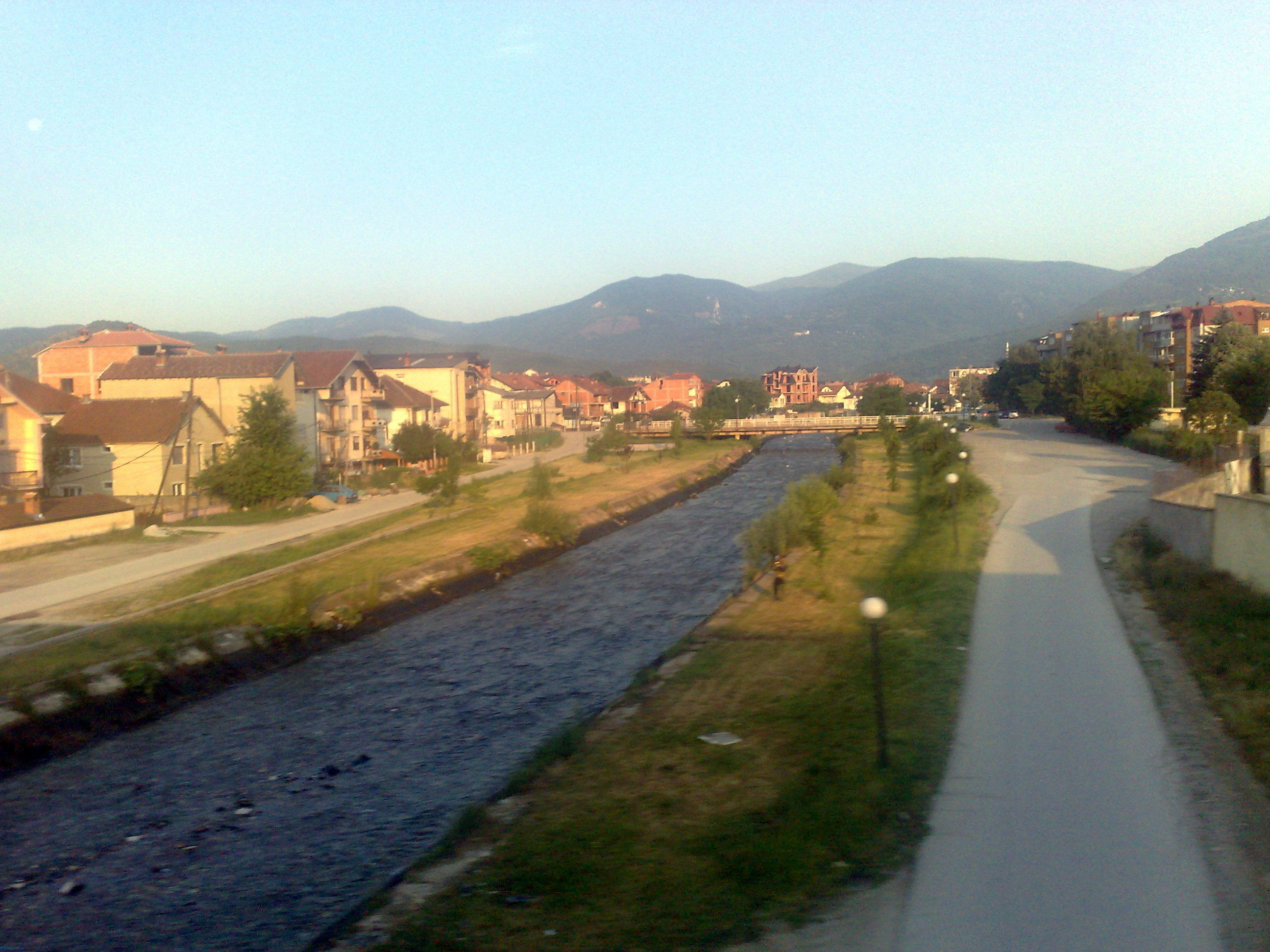
Le Vardar à Gostivar.
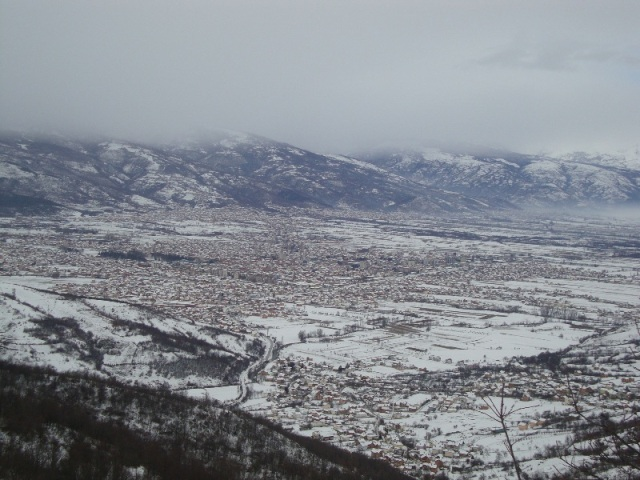
Panorama de la ville en hiver.

## Histoire
Le nom de la ville viendrait de « gosti », qui signifie « invités » en macédonien. L'ancienne ville serait probablement l'antique Draudak, mentionnée par Tite-Live et qui existait entre Uskana (actuelle Kičevo) et Oneï (Tetovo). Gostivar elle-même est mentionnée pour la première fois en 1313 et compte alors 200 habitants. La ville s'est ensuite développée sous la domination ottomane, commencée au XIVe siècle. Les Turcs ont vite construit quelques édifices, comme une tour de l'horloge et des mosquées.
Au cours du XIXe siècle, Gostivar perd définitivement son apparence de bourgade et devient une véritable petite ville. Elle accueille de nombreux marchands venus de Veles, Kruševo, Kičevo et Debar qui permettent la naissance d'un marché important, qui se tient toujours le mardi,. Pendant l'insurrection d'Ilinden en 1903, de nombreux habitants de Gostivar et de sa région participent aux combats de Kruševo.
Pendant la Seconde Guerre mondiale, Gostivar est occupée par l'Albanie fasciste et elle est libérée par la Résistance communiste. L'histoire récente de la ville est marquée par les rapports parfois difficiles entre Macédoniens et Albanais.

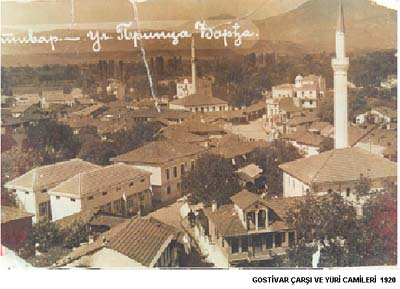
Gostivar en 1920.
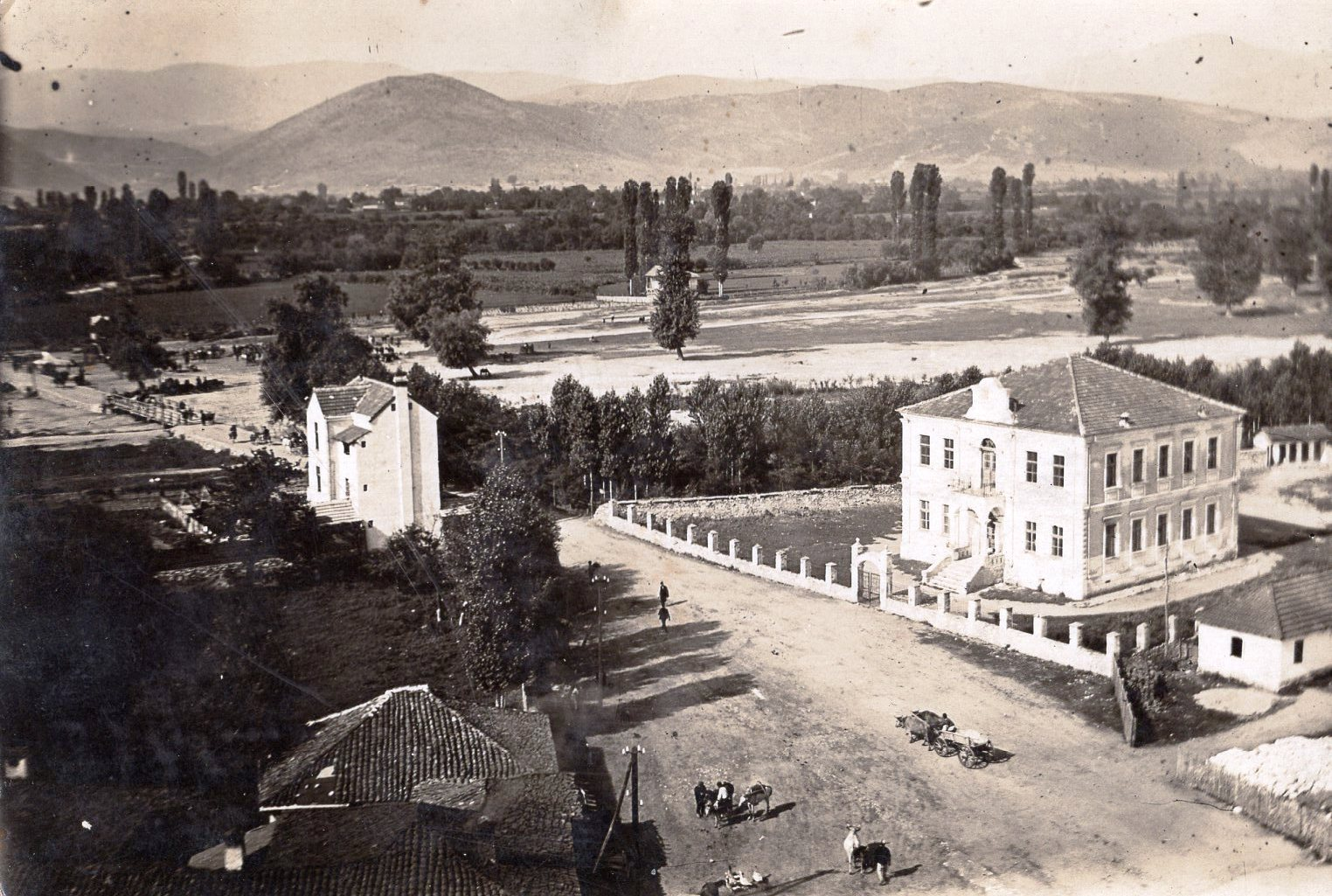
Gostivar en 1921.
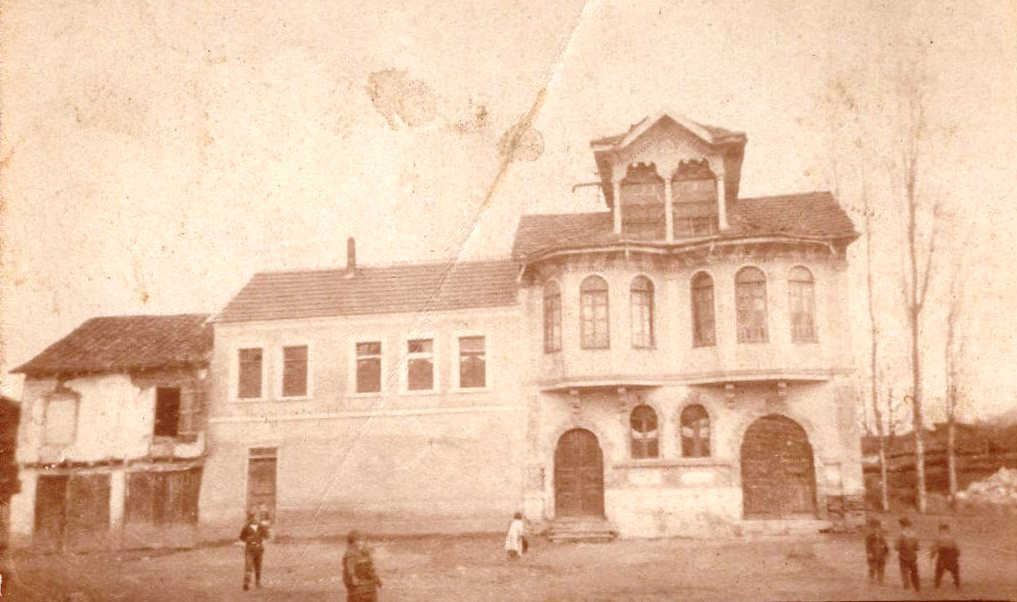
Gostivar en 1929.
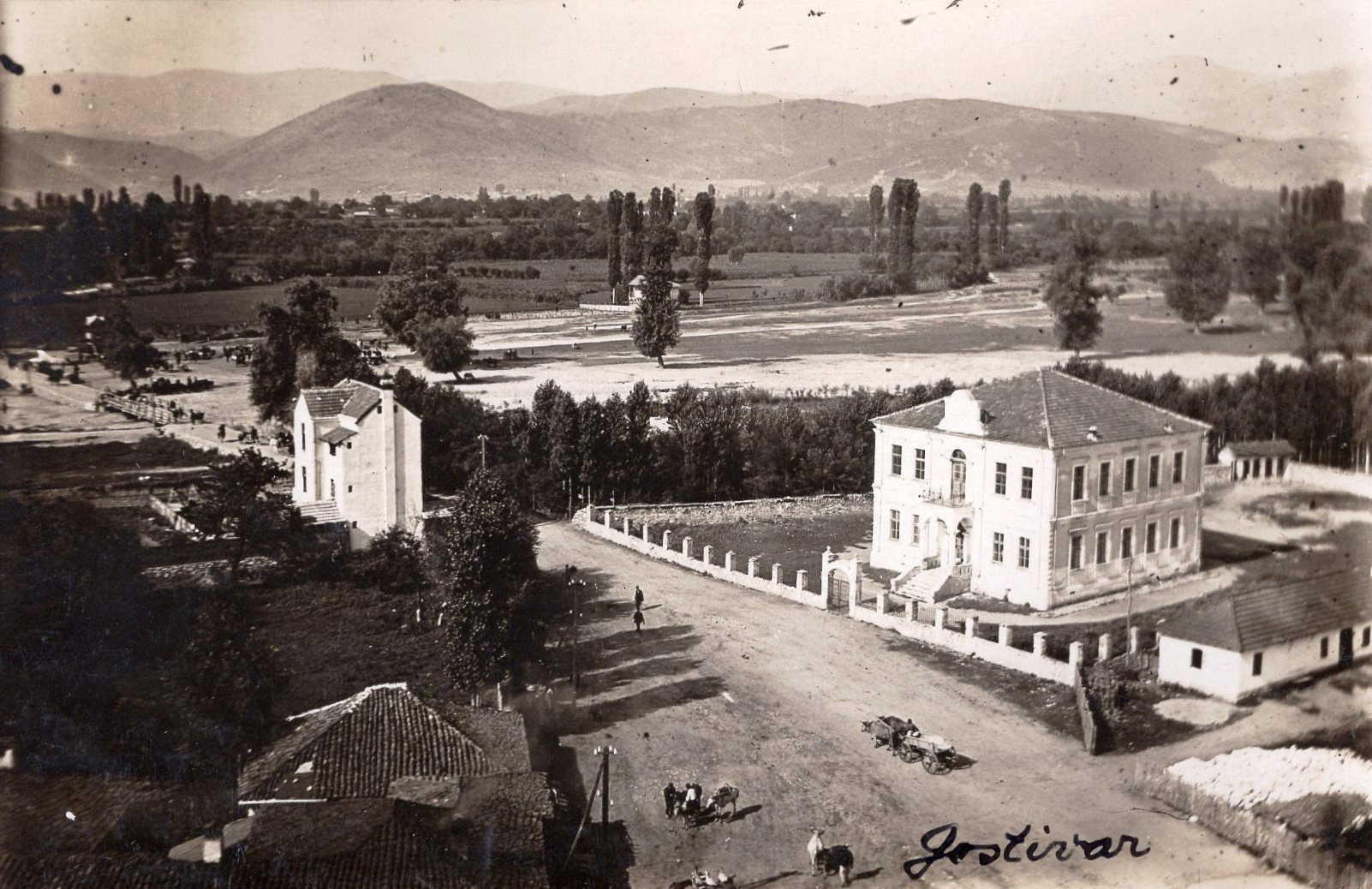
Gostivar en 1930.
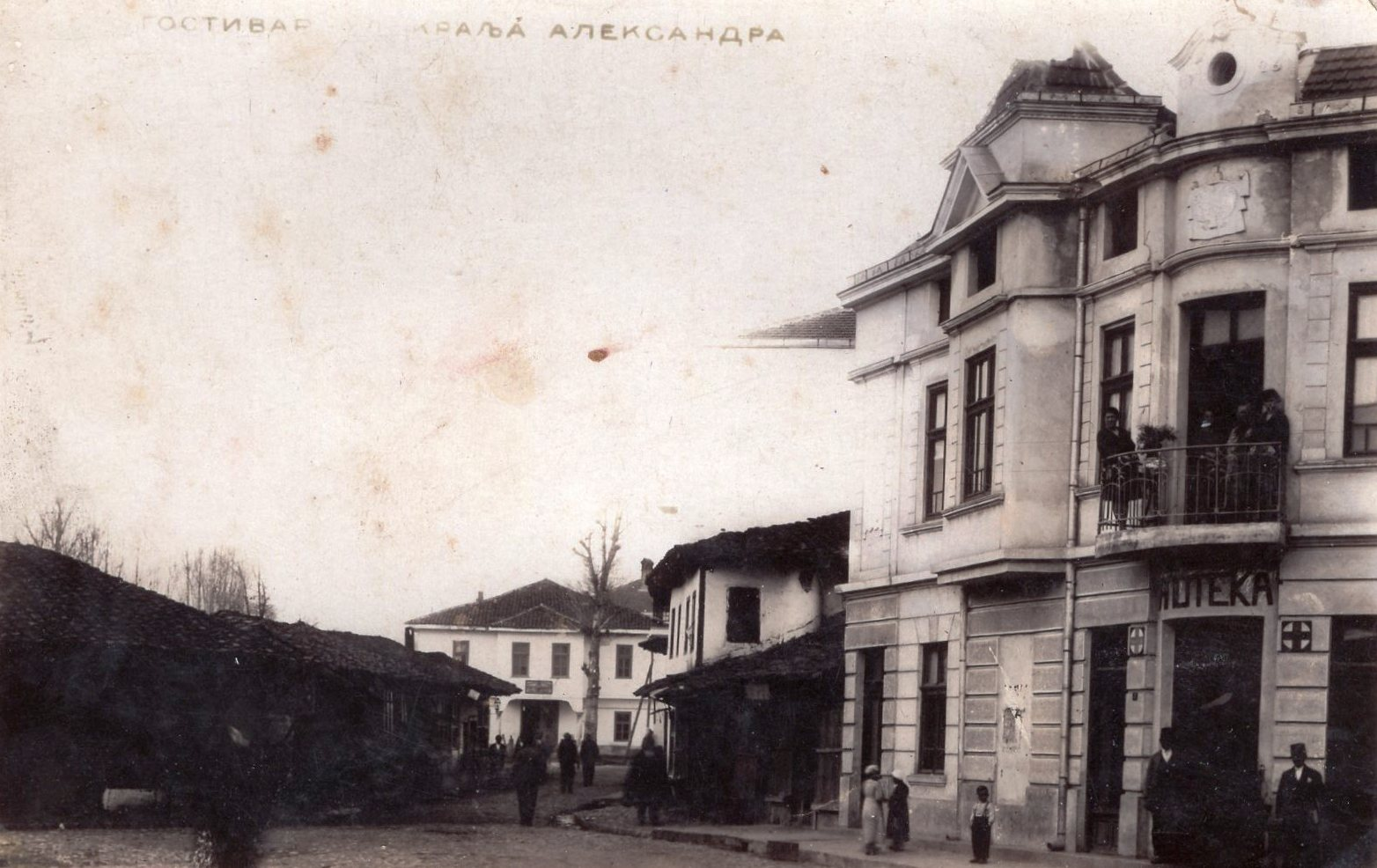
Gostivar en 1930.
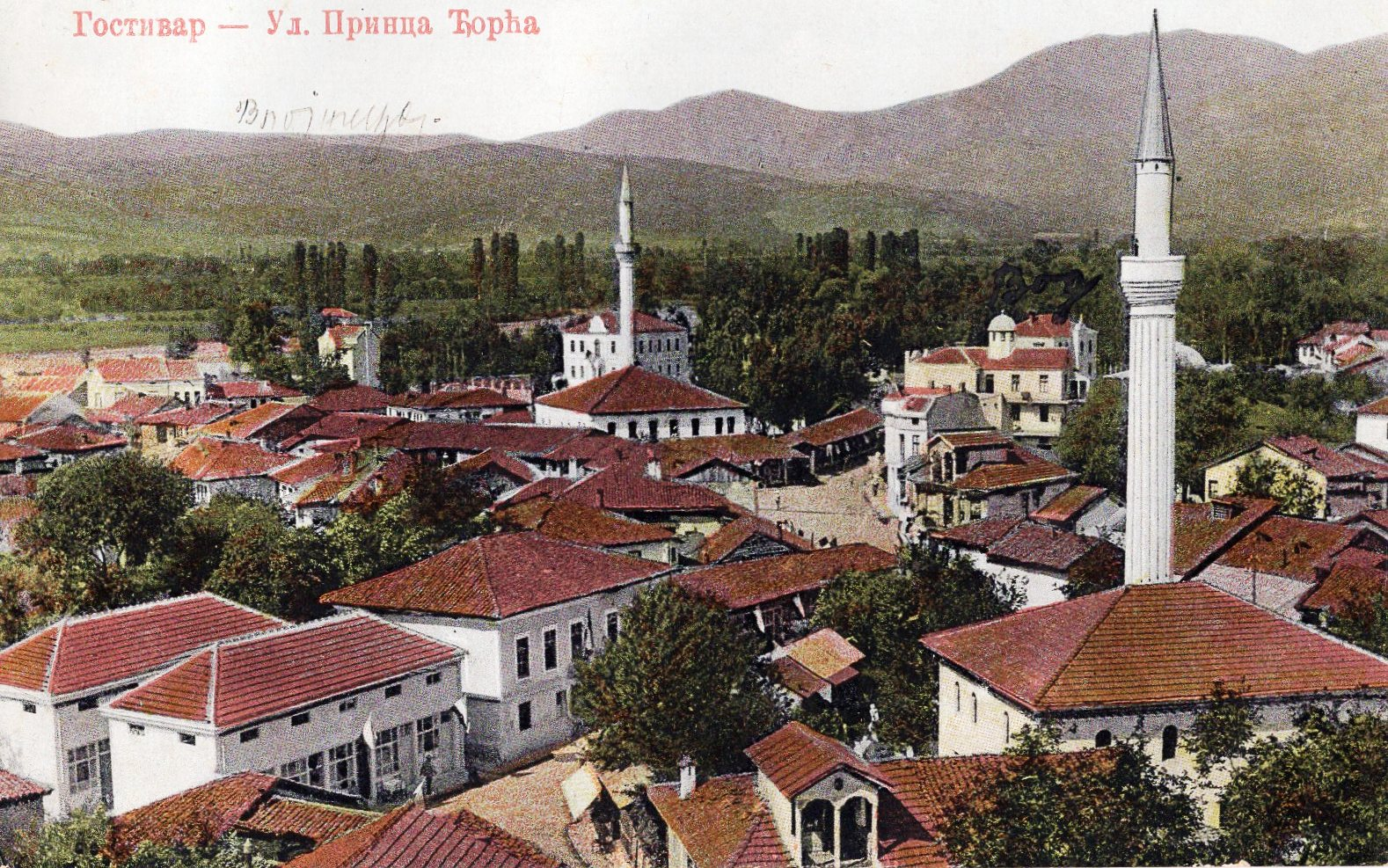
Gostivar en 1935.

## Administration
La commune est administrée par un conseil élu au suffrage universel tous les quatre ans. Ce conseil adopte les plans d'urbanisme, accorde les permis de construire, il planifie le développement économique local, protège l'environnement, prend des initiatives culturelles et supervise l'enseignement primaire. Le conseil compte 31 membres. Le pouvoir exécutif est détenu par le maire, lui aussi élu au suffrage universel. Depuis 2017, le maire de Gostivar est Arben Taravari, né en 1973.
À la suite des élections locales de 2009, le conseil municipal de Gostivar était composé de la manière suivante :
| Parti                                                               | Sièges |
| ------------------------------------------------------------------- | ------ |
| Renouveau démocratique national (NDP)                               | 12     |
| Union démocratique pour l'intégration (DUI)                         | 7      |
| Parti démocratique pour l'Unité nationale macédonienne (VMRO-DPMNE) | 4      |
| Union sociale-démocrate de Macédoine (SDSM)                         | 3      |
| PDTM                                                                | 2      |
| Parti démocratique des Albanais (PDSH)                              | 1      |
| PRSD                                                                | 1      |
| LBKT                                                                | 1      |

## Démographie

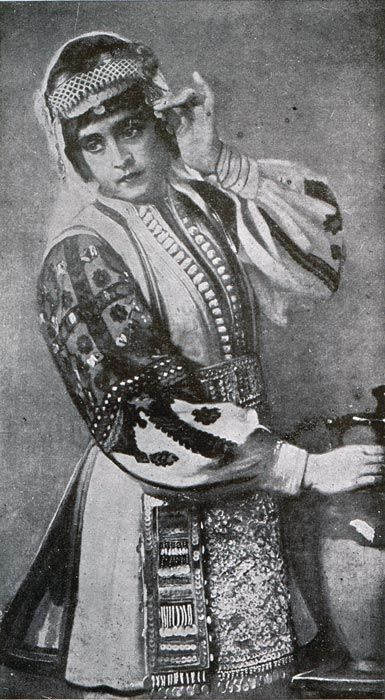
Jeune femme de Gostivar vers 1930.

Lors du recensement de 2002, la commune comptait :
- Albanais : 54 038 (66,6 %)
- Macédoniens : 15 877 (19,5 %)
- Turcs : 7 991 (9,8 %)
- Roms : 2 237 (3,8 %)
- Serbes : 160 (0,19 %)
- Bosniaques : 39 (0,04 %)
- Valaques : 15 (0,01 %)
- Autres : 685 (0,84 %)

## Économie
Après 1945, les autorités socialistes ont orienté l'économie de Gostivar vers l’utilisation des ressources locales. Ont ainsi été encouragées l'agriculture, l'extraction minière, l'énergie hydraulique et l'industrie textile. Jusqu'alors, la ville ne contenait pratiquement pas d'usines, et l'essentiel des infrastructures ont été construites à cette époque.
La plupart des entreprises locales n'ont pas survécu à la privatisation et au passage à l'économie de marché effectué dans les années 1990. La commune peine à attirer les investissements en raison de la mauvaise image du Polog, considéré comme une région à risque à cause des tensions interethniques entre Albanais et Macédoniens.

## Culture et tourisme
Gostivar en elle-même est connue pour sa tour de l'horloge ottomane et son centre qui a conservé des maisons ottomanes. Dans les environs, se trouvent nombre de curiosités, comme la source du Vardar, le mont Bistra, de nombreuses forêts et le mont Korab, point culminant du pays.

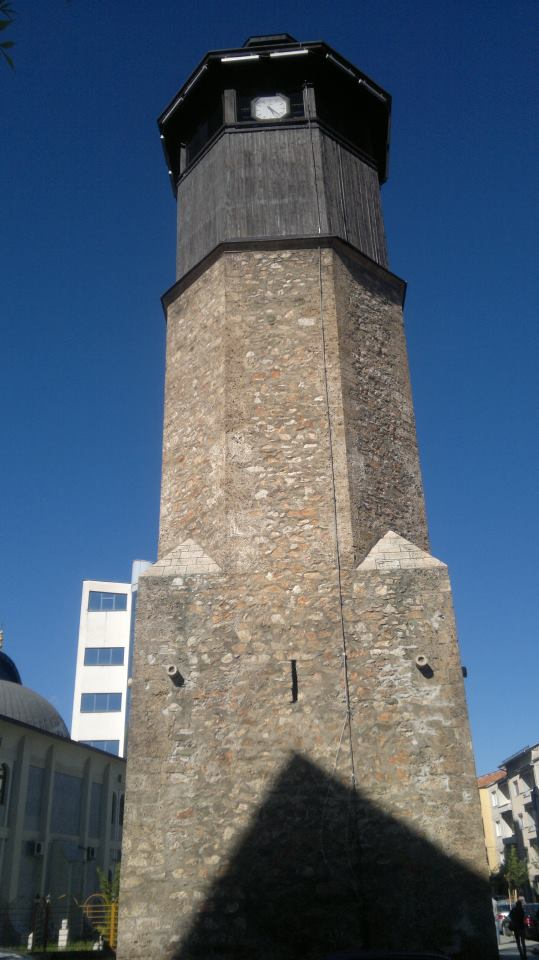
La tour de l'horloge.
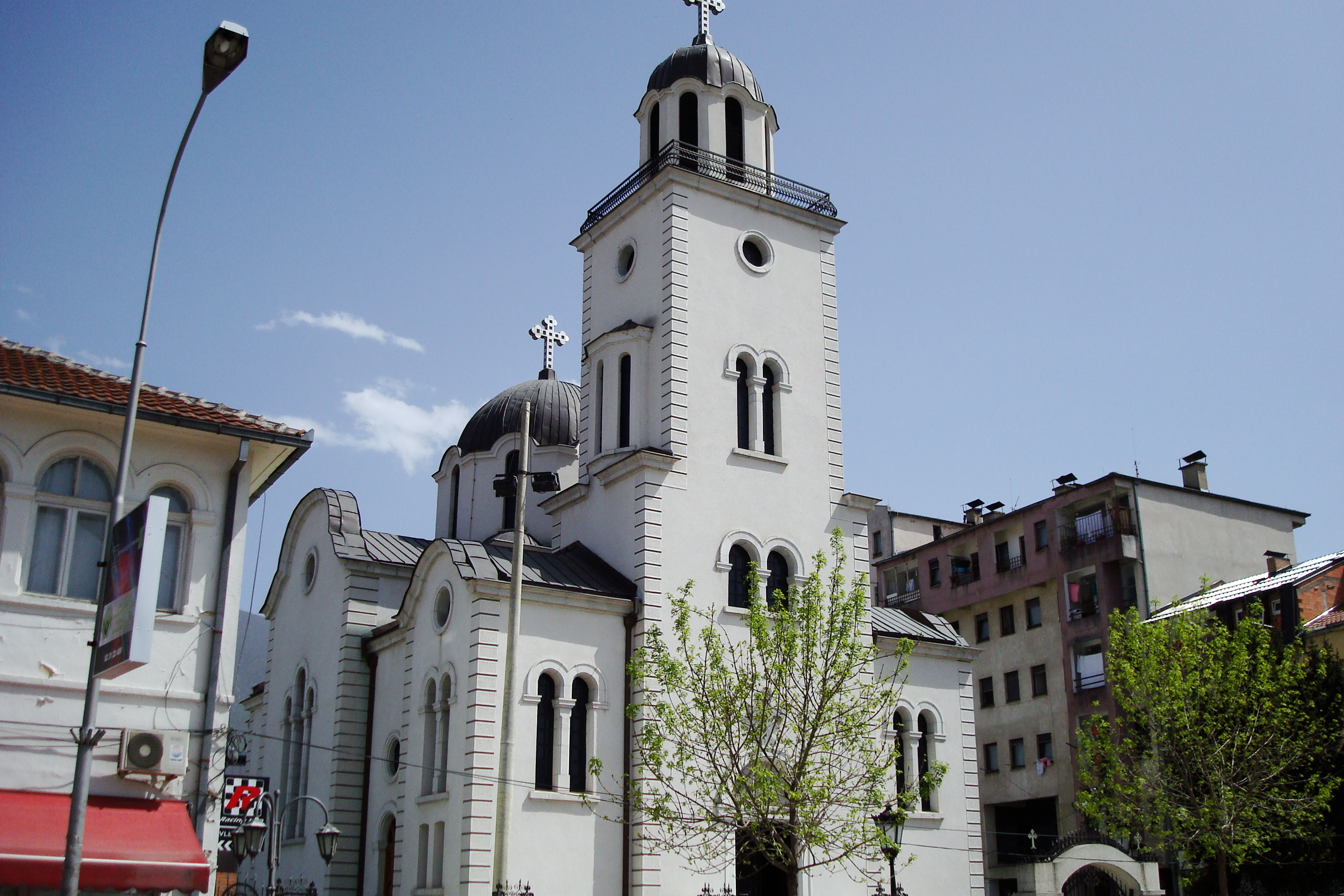
L'église de la Sainte-Vierge.
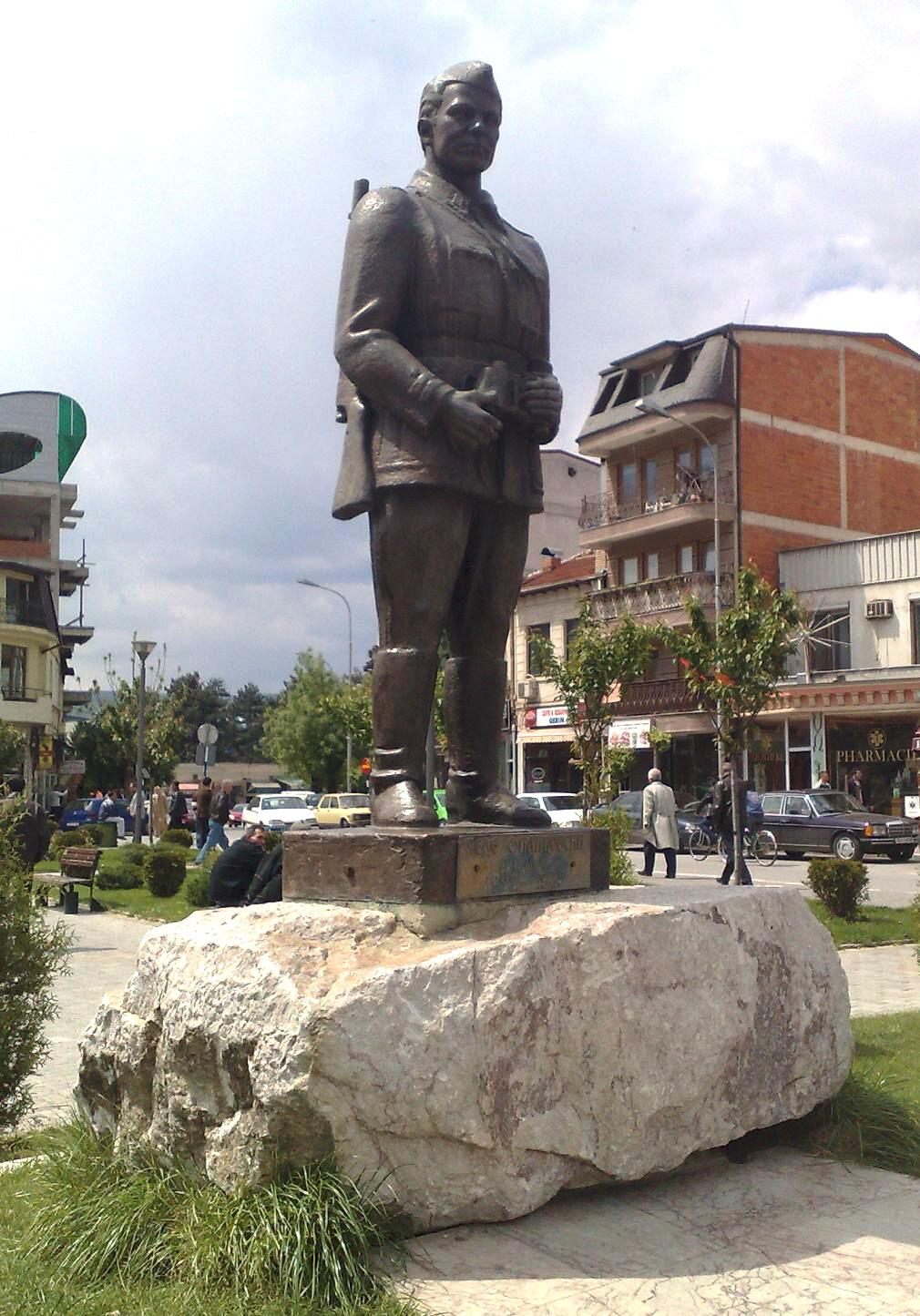
Le monument du Partisan Cede Filipovski Dame.
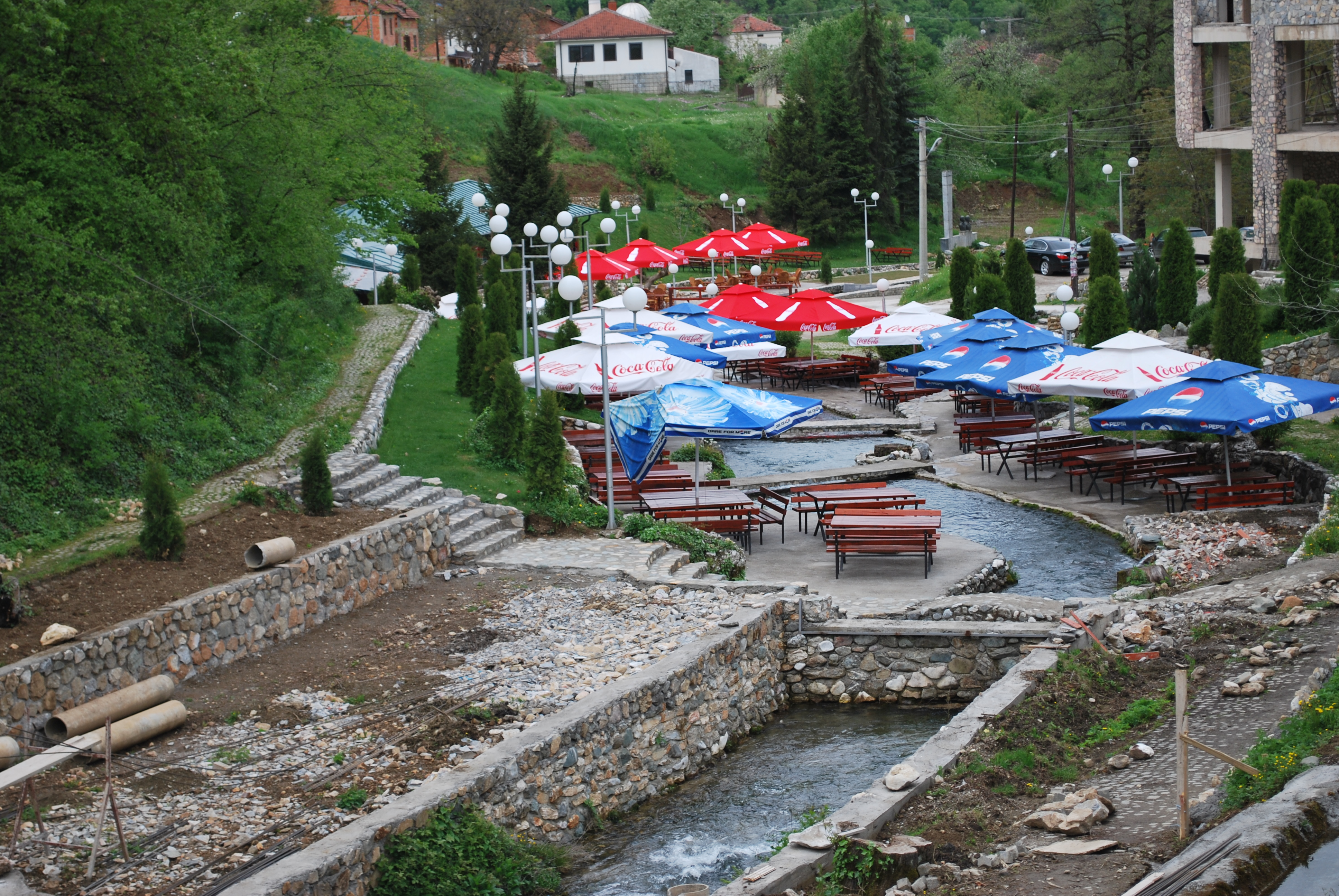
Un restaurant à Vroutok.
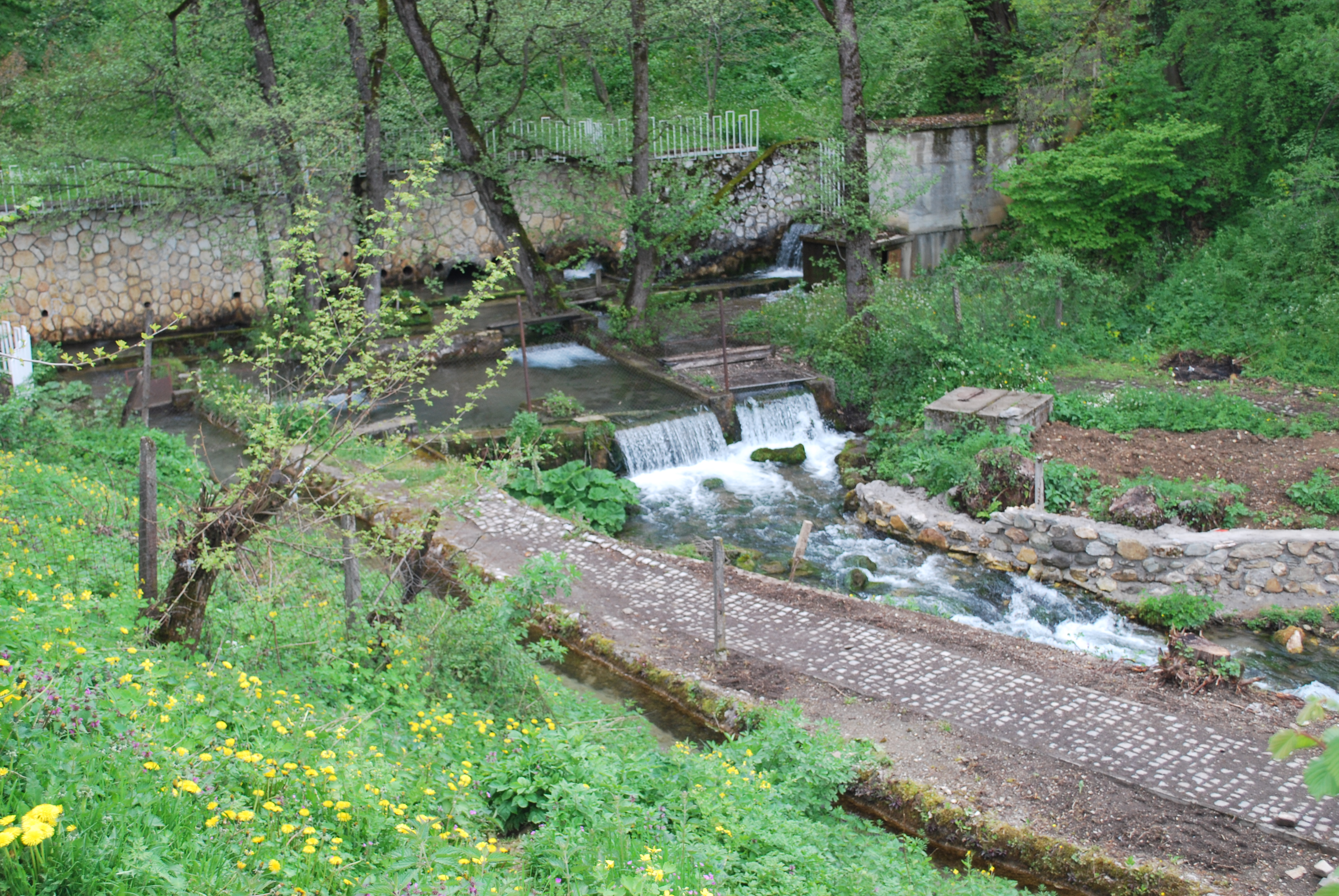
La source du Vardar.